# Уголовный жаргон
Уголо́вный (блатно́й, тюре́мный) жарго́н, также известный как му́зыка, блатна́я му́зыка, фе́ня — социальный диалект (социолект), развившийся в среде деклассированных элементов общества, как правило, профессиональных преступников и заключённых исправительных учреждений.
На окончание XIX столетия воровско́й язы́к, вымышленный, условный язык, на котором изъяснялись между собой лица, занимающиеся воровством, мошенничеством, нищенством и тому подобное, а наряду с ним и отчасти с ним переплетаясь стояли условные языки матросов, рудокопов, извозчиков, проституток, сейчас арго представляет собой систему терминов и выражений, призванных изначально идентифицировать участников преступного сообщества как обособленную часть социума, противопоставляющую себя законопослушному обществу. Использование терминов и выражений также имеет цель затруднить понимание смысла беседы или общения между деклассированными элементами со стороны непосвящённых. Воровско́й жарго́н, как правило, отражает внутреннюю иерархию преступного мира, закрепляя наиболее обидные и оскорбительные слова, клички за теми, кто находится на самой низкой ступени иерархии, а самые уважительные слова и выражения — за теми, кто имеет наибольшую власть и влияние.

## История
У немцев воровской язык известен с XIII столетия, а у англичан известен с XVI столетия и называется Rogues, Language. Французский воровской язык называется арго (argot), этим же словом также называется условный технический лексикон студентов, актёров, спортсменов.
Уголовная среда ещё в XIX веке (а, возможно, и ранее) переняла арго, первоначально использовавшееся бродячими торговцами офенями (отсюда и происходит слово «феня»). На окончание XIX столетия ба́йковый язы́к (от байки, суконный, картавый? или от гл. баить?) или му́зыка, вымышленный, малословный язык столичных мазуриков, воров и карманников, нечто в роде афенского; есть даже несколько общих слов, например, ле́пень — платок; но большей частью придуманы свои:
- бутырь — городовой;
- фарао́н — будочник;
- стуканцы, веснухи — часы;
- скамейка — лошадь;
- ходить по музыке — говорить байковым языком;
- подначить, захороводить — подкупить прислугу;
- переты́рить вещь — передать наскоро;
- стре́ма — опасность;
- камышовка — лом;
- голуби — бельё на чердаке;
- мешок — скупщик краденого;
- и прочее[2].

На начало XX столетия, в России было несколько воровских языков, например у коновалов, барышников и конокрадов был свой язык (много испорченных татарских слов). Российский воровской жаргон включает также слова из идиша, украинского и других языков.
В 1930-е — 1950-е годы в СССР были репрессированы и оказались в местах лишения свободы некоторые учёные, писатели, поэты (например, Дмитрий Лихачёв, Александр Солженицын, Варлам Шаламов), в 1960-е — 1980-е годы — правозащитники (например, Анатолий Марченко, Юрий Орлов). Они описали тюремный быт и используемую там речь. Отчасти по этой причине, а также потому, что через советские места лишения свободы прошла немалая часть населения страны, многие слова воровского жаргона стали известны и перешли в разговорный и даже литературный русский язык.
В начале 2016 года Минюст России ввёл новые правила содержания в следственных изоляторах, запрещающие подследственным, в том числе, уголовный («блатной») жаргон.